# Tossal de Lletó
El Tossal de Lletó és una muntanya de 1.631 metres que es troba al municipi d'Alàs i Cerc, a la comarca de l'Alt Urgell.
Aquest cim està inclòs al llistat dels 100 cims de la FEEC